# Grippesaison 2017/2018
Die Grippesaison 2017/2018 erstreckte sich vom Herbst 2017 bis Frühjahr 2018; die aufgetretenen Erkrankungen rührten von verschiedenen Stämmen des Influenzavirus her, insbesondere der B/Yamagata-Linie.

## Deutschland
Der Influenzaimpfstoff für die Saison 2017/2018 setzt sich nach den Empfehlungen der WHO und des Ausschusses für Humanarzneimittel (CHMP) bei der Europäischen Arzneimittelagentur (EMA) aus den Antigenen folgender Viren zusammen:
- A/Michigan/45/2015 (H1N1) pdm09 -ähnlicher Stamm
- A/Hong Kong/4801/2014 (H3N2) -ähnlicher Stamm
- B/Brisbane/60/2008 -ähnlicher Stamm

Quadrivalente Impfstoffe sollten um eine Variante von B/Phuket/3073/2013-ähnlichem Stamm (B/Yamagata-Linie) erweitert sein. 
In der Saison 2017/2018 wurden insbesondere folgende Viren isoliert: A(H1N1)pdm09, A(H3N2), B/Yam und 13 B/Vic. Das Virus B/Yam wurde nur durch die Vierfach-Impfung abgedeckt, aber nicht durch die Dreifach-Impfung.
Die Anzahl der Arztbesuche wegen der Grippe wird für die Saison vom Robert Koch-Institut (RKI) auf 9 Millionen geschätzt. Die höchste Zahl von Arztbesuchen beobachtete man in der achten Kalenderwoche 2018. 334.000 Influenzafälle waren laborbestätigt. 60.000 Fälle wurden hospitalisiert. Laborbestätigte Todesfälle, die an das RKI gemeldet wurden, belaufen sich auf 1.674 Fälle. Das Robert Koch-Institut schätzt die Zahl der Toten durch Influenza in jener Saison in Deutschland jedoch insgesamt auf 25.100. Dies war die höchste Zahl an Grippetoten in den vergangenen 30 Jahren.
Allein in der zehnten Kalenderwoche 2018 starben in Deutschland (alle Todesursachen) insgesamt 26.777 Menschen, das sind etwa 6.000 mehr als in dieser Kalenderwoche im mehrjährigen Mittel zu erwarten sind, und etwa 1.000 mehr als während des Höhepunkts der COVID-19-Pandemie in Deutschland Ende 2020 (25.545 Todesfälle in der 52. Kalenderwoche 2020). Die Zahlen lassen jedoch keinen einfachen Vergleich zu, da Ende 2020 bereits umfangreiche Maßnahmen zum Schutz gegen SARS-CoV-2-Infektionen und zur frühzeitigen Erkennung und Behandlung der Krankheit in Kraft waren. Die Grippe hingegen lief ohne besondere Eindämmungsmaßnahmen ab, lediglich begrenzte Impfungen bildeten hier die Ausnahme. Impfungen gegen SARS-CoV-2-Infektionen waren hingegen Ende 2020 noch nicht verfügbar.

## Schweiz
Das Bundesamt für Gesundheit (BAG) berichtete: „Rund 66% der zirkulierenden Influenzaviren der Grippesaison 2017/18 gehörten zu B-Viren der Yamagata-Linie, 23% zu A-Viren des Subtyps H1N1pdm09. Influenza-A-Viren des Subtyps H3N2 und B-Viren der Victoria-Linie wurden nur sporadisch nachgewiesen.“